# Seleção Turca de Voleibol Feminino
A seleção turca de voleibol feminino é uma equipe europeia composta pelas melhores jogadoras de voleibol da Turquia. A equipe é mantida pela Federação Turca de Voleibol (em turco: Türkiye Voleybol Federasyonu).

## História
A equipe turca é atualmente considerada a equipe nacional mais forte do mundo e lidera a lista de classificação mundial.

## Principais resultados

### Jogos Olímpicos
| Ano  | Sede    | Colocação |
| ---- | ------- | --------- |
| 2012 | Londres | 9º        |
| 2020 | Tóquio  | 5º        |
| 2024 | Paris   | 4°        |

### Campeonato Mundial
| Ano  | Sede                    | Colocação |
| ---- | ----------------------- | --------- |
| 2006 | Japão                   | 10º       |
| 2010 | Japão                   | 6º        |
| 2014 | Itália                  | 9º        |
| 2018 | Japão                   | 10°       |
| 2022 | Polónia · Países Baixos | 8°        |

### Campeonato Europeu
| Ano  | Sede                                  | Colocação |
| ---- | ------------------------------------- | --------- |
| 1963 | Roménia                               | 10º       |
| 1967 | Turquia                               | 12º       |
| 1981 | Bulgária                              | 12º       |
| 1989 | Alemanha Ocidental                    | 11º       |
| 1995 | Países Baixos                         | 11º       |
| 2003 | Turquia                               | 2º        |
| 2005 | Croácia                               | 6º        |
| 2007 | Bélgica · Luxemburgo                  | 10º       |
| 2009 | Polónia                               | 5º        |
| 2011 | Sérvia · Itália                       | 3º        |
| 2013 | Alemanha · Suíça                      | 7º        |
| 2015 | Países Baixos · Bélgica               | 4º        |
| 2017 | Azerbaijão · Geórgia                  | 3º        |
| 2019 | Polónia · Turquia · Hungria · Chéquia | 2°        |
| 2021 | Sérvia · Croácia · Bulgária · Roménia | 3º        |
| 2023 | Alemanha · Bélgica · Estónia · Itália | 1°        |

### Grand Prix
| Ano  | Sede     | Colocação |
| ---- | -------- | --------- |
| 2008 | Yokohama | 7º        |
| 2012 | Ningbo   | 3º        |
| 2013 | Sapporo  | 8º        |
| 2014 | Tóquio   | 4º        |
| 2015 | Omaha    | 11º       |
| 2016 | Bancoque | 10º       |
| 2017 | Nanquim  | 11º       |

### Copa do Mundo
| Ano  | Sede  | Colocação |
| ---- | ----- | --------- |
| 2003 | Japão | 7º        |

### Copa dos Campeões
A seleção turca nunca participou da Copa dos Campeões.

### Montreux Volley Masters
| Ano  | Sede     | Colocação |
| ---- | -------- | --------- |
| 2007 | Montreux | 6º        |
| 2015 | Montreux | 1º        |
| 2016 | Montreux | 3º        |

### Liga Europeia
| Ano  | Sede          | Colocação |
| ---- | ------------- | --------- |
| 2009 | Kayseri       | 2º        |
| 2010 | Istanbul      | 3º        |
| 2011 | Istanbul      | 2º        |
| 2012 | Karlovy Vary  | 8º        |
| 2013 | Varna         | 6º        |
| 2014 | Sem sede fixa | 1º        |
| 2015 | Sem sede fixa | 2º        |

### Jogos do Mediterrâneo
| Ano  | Sede                  | Colocação |
| ---- | --------------------- | --------- |
| 1993 | Lataquia              | 2º        |
| 1993 | Atenas                | 2º        |
| 1993 | Languedoque-Rossilhão | 3º        |
| 1997 | Bari                  | 2º        |
| 2001 | Túnis                 | 2º        |
| 2005 | Almeria               | 1º        |
| 2009 | Pescara               | 2º        |
| 2013 | Mersin                | 2º        |

### Jogos Europeus
| Ano  | Sede | Colocação |
| ---- | ---- | --------- |
| 2015 | Baku | 1º        |

### Liga das Nações
| Ano  | Sede      | Colocação |
| ---- | --------- | --------- |
| 2018 | Nanquim   | 2°        |
| 2019 | Nanquim   | 4°        |
| 2021 | Rimini    | 3°        |
| 2022 | Ancara    | 4°        |
| 2023 | Arlington | 1°        |
| 2024 | Bancoque  | 6°        |
| 2025 | Łódź      | 6°        |